# Rita Klein
Rita Klein, née le 4 juin 1938 est une actrice italienne active dans les années 1960.

## Biographie
Rita Klein naît en Italie le 4 juin 1938. Au début des années 1960, elle joue des rôles secondaires dans les films Tarzan contre les hommes léopards et Maciste, le vengeur du dieu maya. En 1965 elle interprète le rôle de Nancy dans le film d'horreur Vierges pour le bourreau. En 1966 elle fait la couverture de Continental Film Review. Elle participe ainsi à une douzaine de productions.

## Filmographie
Sauf indication contraire, les informations mentionnées dans cette section peuvent être confirmées par la base de données cinématographiques IMDb,  présente dans la section « Liens externes ».
- 1964 : Tarzan contre les hommes léopards (Tarzak contro gli uomini leopardo) de Carlo Veo
- 1965 : Maciste, le vengeur du dieu maya (Maciste il vendicatore dei Mayas) de Guido Malatesta
- 1965 : Vierges pour le bourreau (Il boia scarlatto) de Massimo Pupillo : Nancy
- 1966 : Spiaggia libera (it) de Marino Girolami : amie de Mario
- 1966 : Mondo pazzo... gente matta! de Renato Polselli : fiancée d'Antonio
- 1966 : El Rojo de Leopoldo Savona : Pamela
- 1966 : K-17 attaque à l'aube (La spia che viene dal mare) de Lamberto Benvenuti (de) : Laura
- 1967 : Gardez-vous des filles (Silenzio: Si uccide) de Guido Zurli
- 1967 : Peyrol le boucanier (L’avventuriero) de Terence Young : fille de la taverne
- 1968 : Assassino senza volto (it) d'Angelo Dorigo : Judith
- 1968 : Django, prépare ton exécution (Execution) de Domenico Paolella: Carol
- 1969 : Mercanti di vergini de Renato Dall'Ara